# Removable Hard Disk Drive iV
Removable Hard Disk Drive iV (RHDDiV) è un nuovo tipo di disco rigido estraibile ideato da Hitachi nel 2007 per le tv ad alta definizione da 2,5 pollici con tagli da 80GB e 160GB.
Mira a rimpiazzare il mercato dei Blu ray e degli HD DVD.